# Fados
Fados è un documentario del 2007 diretto da Carlos Saura.